# Угловая (Новосибирская область)
Угловая — исчезнувшая деревня в Болотнинском районе Новосибирской области. На момент упразднения входила в состав Карасёвского сельсовета. Исключена из учётных данных в 1971 году.

## География
До 1953 году в составе Кругликовского сельсовета, затем в Алексеевском; с 1956 года в составе Карасёвского. Располагалась на левом берегу реки Икса, в 14 км к северо-западу от села Карасёво.

## История
Решением Новосибирского облисполкома от 27.09.1971 г. № 650 деревня исключена из учётных данных как фактически не существующая.